# Święte Miejsce (uroczysko)

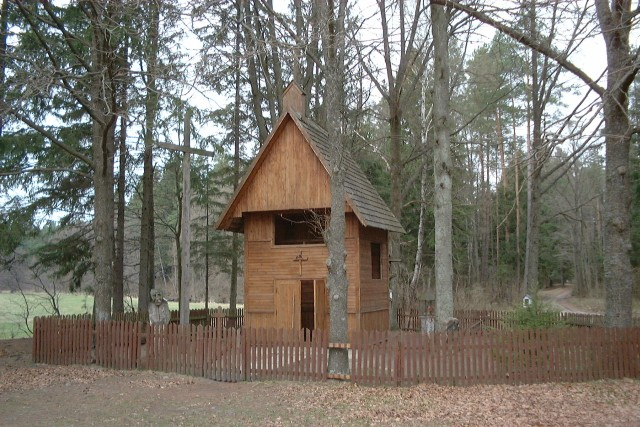
Kaplica

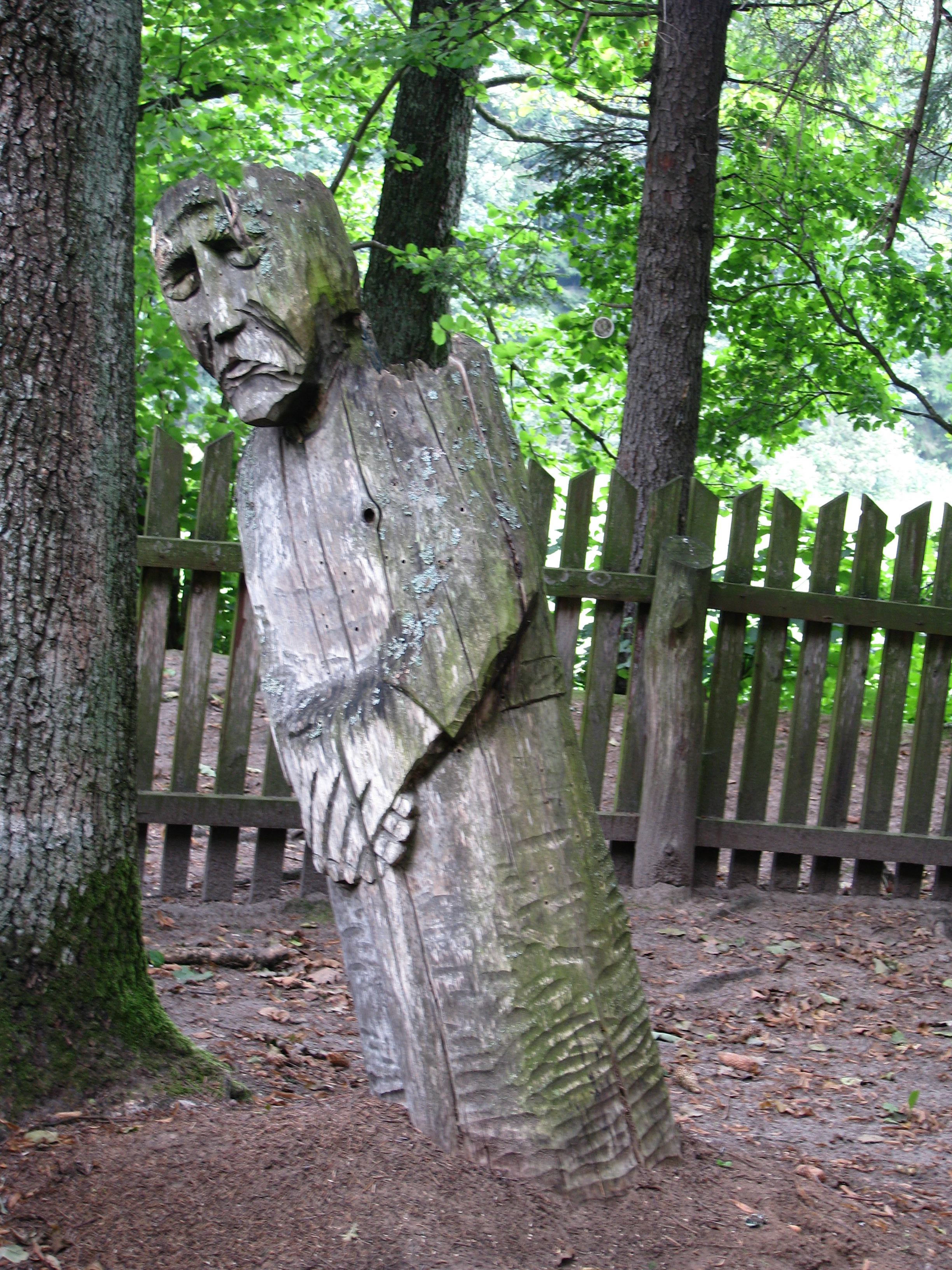
Świątek koło kaplicy

Święte Miejsce – uroczysko, polana nad rzeką Rospudą, na skraju Puszczy Augustowskiej, na północny zachód od Augustowa. Obok ujście rzeczki Jałówki, odprowadzającej wody z pobliskiego jeziora Jałowo. Starodawne miejsce kultu religijnego, sięgającego czasów pogańskich.
Wewnątrz drewnianego ogrodzenia stoją: kaplica z 1990 roku, kilka drewnianych i kamiennych krzyży, kapliczki szafkowe oraz duży drewniany świątek. Do jednego z drewnianych krzyży, wyraźnie bardzo starego, przybita jest miedziana tabliczka z informacją, że krzyż został wystawiony przez nawróconych, ochrzczonych Jaćwingów z drużyny Skomęta w 1283 roku, przed wyruszeniem do Sambii. Krzyż, mimo że przez pogan palony i wrzucany do rzeki, cudownie ocalał i stoi do dziś. Pod tekstem na tabliczce podpisał się ksiądz Antoni Kochański, proboszcz parafii w Janówce. Interesujący wygląd krzyż zawdzięcza również licznym drobnym pieniążkom wciskanym przez pielgrzymów w rozeschnięte drewno.
W miejscu tym znajdował się kiedyś prawdopodobnie cmentarz cerkwi pw. św. Jana Chrzciciela, postawionej przez Bohdana Hrynkiewicza Wołłowicza, koniuszego grodzieńskiego, ok. 1514 roku, wkrótce po otrzymaniu nadania tej części puszczy od Zygmunta Starego.
Od wieków rokrocznie, w dniu św. Jana – 24 czerwca, odbywała się tu uroczystość, podczas której miejscowa ludność modliła się, zjadała rytualny posiłek, obmywała w rzeczce Jałówce (uważanej za cudownie leczniczą) i składała pod krzyżami ofiary w postaci pieniędzy i żywności oraz zawiązywała na nich ozdobne ręczniki. Obrzędy te miały najprawdopodobniej źródło w prawosławnym święcie Jordanu i były przywiezione przez ludność osadniczą w XVI wieku. Tradycja przetrwała do dziś – co roku na św. Jana w kaplicy odprawiana jest msza.